# Square de la Folie-Régnault
Le square de la Folie-Régnault est un square du 11e arrondissement de Paris, dans le quartier de la Roquette.

## Situation et accès
Le site est accessible par le 20, rue de la Folie-Régnault et le 25, passage Courtois.
Il est desservi par la ligne 2 à la station Philippe Auguste.

## Origine du nom
Ce square doit son nom à un riche commerçant du nom de Régnault de Wandonne, épicier, bourgeois de Paris, qui était, en 1371, le propriétaire d'une maison de campagne, entourée de terres, qui constitua un lieu-dit appelé en 1396 « La Folie-Régnault ».